# Martina de Zuricalday
María Ramona Martina de Zuricalday Eguidazu (Bilbao, 11 de noviembre de 1839 - ib.,17 de febrero de 1932) fue empresaria española, considerada como pionera de las pastelerías-chocolaterías en el País Vasco.

## Biografía
Martina de Zuricalday nació en Bilbao el 11 de noviembre de 1839. Fue hija de Eugenio de Zuricalday, quien unos años antes, en 1830, había abierto junto con su mujer Vicenta Eguidazu una confitería y fábrica de chocolate en la calle Correo de Bilbao, en los bajos del edificio de la vivienda familiar.
De los cinco hermanos, Martina fue la única que se interesó por el negocio familiar, que regentó junto con su marido José Bayo. Tras fallecer su padre en 1882, adquirió la participación de sus hermanos y trasladó el negocio a una nueva ubicación en la calle Sombrerería. Esta pastelería, a la que puso su nombre, se convirtió en un centro de reunión en el Bilbao de finales del siglo XIX y principios del XX.
En 1896 se quedó viuda, al fallecer su marido, y tuvo que poner el establecimiento a nombre de su hijo Ramón Bayo, ya que debido a las normas de la época una mujer no podía ser propietaria de un negocio. Sin embargo, esto no impidió que fuera ella quien dirigiera el negocio en todo momento, ocupándose de todos los aspectos relacionados con el mismo.
Ya con 80 años, en 1920 se unió a otros tres comercios de Bilbao, La Dulzura, Caracas y Chocolates Aguirre (propiedad de la familia del lehendakari Aguirre), para crear la fábrica de Chocolates Bilbaínos, más conocida como Chobil, que llegó a ser la segunda más importante del sector en España.